# Cara Cunningham
Pour les articles homonymes, voir Cunningham.
Cara Cunningham, née le 7 décembre 1987, connue auparavant sous le nom de Chris Crocker, est une célébrité Internet américaine. Connue à l'origine pour sa vidéo « Leave Britney alone! » en 2007, elle s'est ensuite tournée vers la chanson, puis vers la pornographie en 2012.

## Biographie
Cara Cunningham est connue internationalement depuis septembre 2007 pour sa vidéo Leave Britney alone! (Laissez Britney [Spears] tranquille !), dans laquelle elle défend, en larmes, la performance aux MTV Video Music Awards de la chanteuse pop Britney Spears. Sa vidéo, vue plus de quatre millions de fois en deux jours, reçoit l’attention des médias internationaux mais elle est aussi critiquée et parodiée des centaines de fois,,,,.

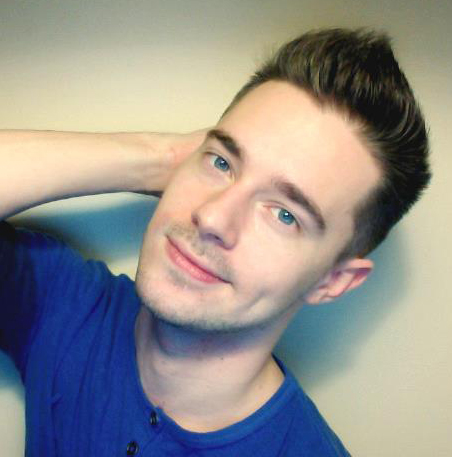
Cunningham en 2013.

Cara Cunningham se décrit comme « edutainer » (du néologisme anglais edutainment ; éducation par le jeu) produisant et apparaissant dans de nombreuses vidéos. Dans la plupart de ses travaux de jeunesse elle se présente comme une personne efféminée, « venant du Sud, ouvertement homo » dans une « ville étroite d’esprit » de la Bible Belt (région du Sud-Est des États-Unis où le protestantisme conservateur est particulièrement présent) où son orientation sexuelle et sa liberté d’expression sont « sous-entendues… rarement évoquées directement et jamais complètement acceptées ». Cara garde son identité et sa localisation exacte confidentielles jusqu'à ce qu'elle soit adulte car selon elle, sa sécurité était mise en danger et des menaces de mort avaient été proférées sur sa chaîne YouTube, son Myspace et ses blogs vidéo,,,,.
En avril 2008, elle est parodiée dans l'épisode de South Park intitulé Canada en grève. Son personnage apparaît au côté de ceux de Numa Numa (alias Gary Brolsma), du Star Wars Kid, du Tron Guy et de Tay Zonday dans le clip Pork and Beans de Weezer.
En 2015, Cunningham désactive sa chaîne YouTube. En mars 2016, elle est interviewée par Contrast Magazine et s'explique à propos de la suppression de sa chaîne.
En août 2021, elle fait son coming-out trans et annonce son changement de prénom pour Cara.

## Carrière pornographique
En juillet 2011, il a été annoncé que Cunningham a signé avec Chi Chi LaRue pour apparaître dans un film pornographique. Elle a fait ses débuts dans le monde pornographique chez Maverick Men.
En 2014, Lucas Entertainment (en) a publié numériquement Chris Crocker's Raw Love, qui montre Cara Cunningham dans une scène avec son copain de l'époque, Justin Dean,,.

## Discographie

### Albums
| Année | Informations sur l'album                                                                       |
| ----- | ---------------------------------------------------------------------------------------------- |
| 2011  | The First Bite (en) - Diffusé : 19 mars 2011 - Label : Autoproduction - Format : Digital       |
| 2013  | Walls Down - Diffusé : 14 mars 2013 - Label : Autoproduction - Format : Digital                |
| 2015  | More Than Three Words - Released: 1er février 2015 - Label : Autoproduction - Format : Digital |

### Singles
| Année | Single                     | Album                 |
| ----- | -------------------------- | --------------------- |
| 2008  | Mind in the Gutter         | NC                    |
| 2010  | Love You Better            | NC                    |
| 2010  | Love You Better (acoustic) | NC                    |
| 2010  | Best of Both Worlds        | NC                    |
| 2010  | Fell for the Enemy         | NC                    |
| 2010  | Freak of Nature            | The First Bite        |
| 2011  | I Want Your Bite           | The First Bite        |
| 2011  | Second to None             | NC                    |
| 2011  | Tug of War                 | NC                    |
| 2011  | Taking My Life Back        | NC                    |
| 2012  | Locked Up Lovers           | NC                    |
| 2012  | Lucky Tonight              | NC                    |
| 2013  | Breaking Up                | Walls Down            |
| 2014  | Know By Now                | NC                    |
| 2015  | Give Your Love Away        | More Than Three Words |

### Clips
| Année | Titre               | Direction      |
| ----- | ------------------- | -------------- |
| 2011  | Freak of Nature     | Worm Carnevale |
| 2012  | One Day             | Elle-même,     |
| 2015  | Give Your Love Away | Adam J Dunn    |

### Participations
| Année | Titre                           | Album |
| ----- | ------------------------------- | ----- |
| 2011  | Bang (avec Ryan Adames et Lou), | NC    |